# Lijst van leden van de Kantonsraad van Zwitserland uit het kanton Schwyz

Vlag van Schwyz.

Dit artikel bevat een lijst van leden van de Kantonsraad van Zwitserland uit het kanton Schwyz.
Schwyz heeft zoals de meeste kantons twee vertegenwoordigers in de Kantonsraad.

## Lijst
| Naam                            | Partij/fractie            | Ambtsperiode        | Geboren | Overleden |
| ------------------------------- | ------------------------- | ------------------- | ------- | --------- |
| Karl von Schorno                | katholieke conservatieven | 1848-1852           | 1813    | 1874      |
| Kaspar Krieg                    | katholieke conservatieven | 1848-1849 1850-1852 | 1820    | 1870      |
| Franz Anton Oetiker             | katholieke conservatieven | 1849-1850           | 1809    | 1852      |
| Nazar von Reding                | liberalen                 | 1853-1854           | 1806    | 1865      |
| Josef Meinrad Benedikt Düggelin | katholieke conservatieven | 1853-1858           | 1824    | 1867      |
| Xaver auf der Maur              | katholieke conservatieven | 1854-1861           | 1822    | 1904      |
| Johann Anton Steinegger         | katholieke conservatieven | 1858-1867           | 1811    | 1867      |
| Joseph von Hettlingen           | katholieke conservatieven | 1862-1873 1874-1887 | 1827    | 1887      |
| Johann Michael Stählin          | katholieke conservatieven | 1867-1872           | 1805    | 1874      |
| Marianus Theiler                | katholieke conservatieven | 1872-1885           | 1837    | 1893      |
| Karl Reichlin                   | katholieke conservatieven | 1873-1874 1887-1905 | 1841    | 1924      |
| Karl Kümin                      | katholieke conservatieven | 1885-1905           | 1835    | 1906      |
| Nikolaus Benziger               | katholieke conservatieven | 1905-1908           | 1830    | 1908      |
| Rudolf von Reding               | katholieke conservatieven | 1905-1911           | 1859    | 1926      |
| Martin Ochsner                  | KVP/PCP                   | 1908-1939           | 1862    | 1939      |
| Josef Maria Schuler             | KVP/PCP                   | 1911-1915           | 1882    | 1915      |
| Josef Räber                     | KVP/PCP                   | 1915-1928           | 1872    | 1934      |
| Adolf Suter                     | KVP/PCP                   | 1928-1947           | 1882    | 1947      |
| Fritz Stähli                    | KVP/PCP                   | 1939-1959           | 1895    | 1961      |
| Anton Gwerder                   | KVP/PCP                   | 1947-1949           | 1894    | 1949      |
| Dominik Auf der Maur            | KVP/PCP                   | 1950-1967           | 1896    | 1978      |
| Heinrich Oechslin               | CVP/PDC                   | 1959-1975           | 1913    | 1985      |
| Josef Ulrich                    | CVP/PDC                   | 1967-1983           | 1916    | 2007      |
| Alois Dobler                    | CVP/PDC                   | 1975-1991           | 1929    |           |
| Xaver Reichmuth                 | CVP/PDC                   | 1983-1991           | 1931    | 2013      |
| Hans Bisig                      | FDP/PRD                   | 1991-1999           | 1942    |           |
| Bruno Frick                     | CVP/PDC                   | 1991-2011           | 1953    |           |
| Toni Dettling                   | FDP/PRD                   | 1999-2003           | 1943    |           |
| Alex Kuprecht                   | SVP/UDC                   | 2003-2023           | 1957    |           |
| Peter Föhn                      | SVP/UDC                   | 2011-2019           | 1952    |           |
| Othmar Reichmuth                | CVP/PDC                   | 2019-2023           | 1964    |           |
| Pirmin Schwander                | SVP/UDC                   | 2023-               | 1961    |           |
| Petra Gössi                     | FDP/PRD                   | 2023-               | 1976    |           |

Afkortingen
- CVP/PDC: Christendemocratische Partij
- FDP/PRD: Vrijzinnig-Democratische Partij, voorloper van de Vrijzinnig-Democratische Partij.De Liberalen
- KVP/PCP: Katholieke Volkspartij van Zwitserland, voorloper van de CVP/PDC
- SP/PS: Sociaaldemocratische Partij van Zwitserland
- SVP/UDC: Zwitserse Volkspartij

Bondsraad
Lijst van leden van de Zwitserse Bondsraad · 
Lijst van bondspresidenten van Zwitserland
Nationale Raad
Aargau · 
Appenzell Ausserrhoden · 
Appenzell Innerrhoden · 
Basel-Landschaft · 
Basel-Stadt · 
Bern · 
Fribourg · 
Genève · 
Glarus · 
Graubünden · 
Jura

Luzern · 
Neuchâtel · 
Nidwalden · 
Obwalden · 
Sankt Gallen · 
Schaffhausen · 
Schwyz · 
Solothurn · 
Thurgau · 
Ticino · 
Uri · 
Vaud · 
Wallis · 
Zug · 
Zürich
1983-1987 · 
1987-1991 · 
1991-1995 · 
1995-1999 · 
1999-2003 · 
2003-2007 · 
2007-2011 · 
2011-2015 · 
2015-2019 · 
2019-2023 · 
2023-2027
Voorzitters
Kantonsraad
Aargau · 
Appenzell Ausserrhoden · 
Appenzell Innerrhoden · 
Basel-Landschaft · 
Basel-Stadt · 
Bern · 
Fribourg · 
Genève · 
Glarus · 
Graubünden · 
Jura

Luzern · 
Neuchâtel · 
Nidwalden · 
Obwalden · 
Sankt Gallen · 
Schaffhausen · 
Schwyz · 
Solothurn · 
Thurgau · 
Ticino · 
Uri · 
Vaud · 
Wallis · 
Zug · 
Zürich
1983-1987 · 
1987-1991 · 
1991-1995 · 
1995-1999 · 
1999-2003 · 
2003-2007 · 
2007-2011 · 
2011-2015 · 
2015-2019 · 
2019-2023 · 
2023-2027
Voorzitters